# 変身ウィークエンド・踊れ!ヒットだ!電話リクエスト
『変身ウィークエンド・踊れ!ヒットだ!電話リクエスト』（へんしんウィークエンド・おどれ ヒットだ でんわリクエスト）は、ニッポン放送をキーステーションに、1977年10月8日から1978年4月1日までNRN系列局で放送されていた音楽バラエティ番組である。放送時間は毎週土曜 19:30 - 21:30（日本標準時）。
この番組より、タモリがパーソナリティの電話リクエストワイド番組が、『感度プルプル・デンパッパ!タモリの世界最大ポップス電話リクエスト』（1978年度）、『土曜の夜はドヨヨ電リク!タモリのベル・ジャン・ジャン・ジャン』（1979年度）と同じ土曜日ナイターオフ枠で3期連続で続いていく。

## 出演者

### 司会
- タモリ
- 清水由貴子
- 原田真二

### ゲスト
- キャンディーズ（1977年12月26日放送分）
- 太田裕美（1978年1月21日・4月1日放送分）
- 榊原郁恵（1978年1月21日放送分）
- 太川陽介（1978年2月4日放送分）
- 香坂みゆき（1978年2月4日放送分）
- 南沙織（1978年2月11日放送分）
- 木之内みどり（1978年3月18日放送分）
- 高田みづえ（1978年3月18日放送分）
- 天馬ルミ子（1978年3月25日放送分）
- ハリケーン（当時佐藤宣彦らが結成していた日本のロックバンド。1978年3月25日放送分）

| スタブアイコン | サブスタブ | この項目は、まだ閲覧者の調べものの参照としては役立たない、ラジオ番組に関連した書きかけの項目です。この項目を加筆・訂正などしてくださる協力者を求めています（P:ラジオ/PJ:放送番組）。 |